# Fledermaus (Münze)
Fledermaus oder Gröschel war eine böhmische und eine schlesische Münze. In Böhmen war diese eine kupferne, in Schlesien eine silberne Münze. Die Prägung eines Adlers auf einer Münzseite führte zu dieser spöttischen Bezeichnung. Vier Gröschel waren ein Kaisergroschen und 120 rechnete man auf den Reichstaler. Der Wert betrug für den schlesischen Gröschel 2 2/3 Pfennige.
Das Motiv findet sich nicht nur auf den III Kreuzermünzen in preußischer Zeit, sondern auch auf den größeren 9 Kreuzermünzen.

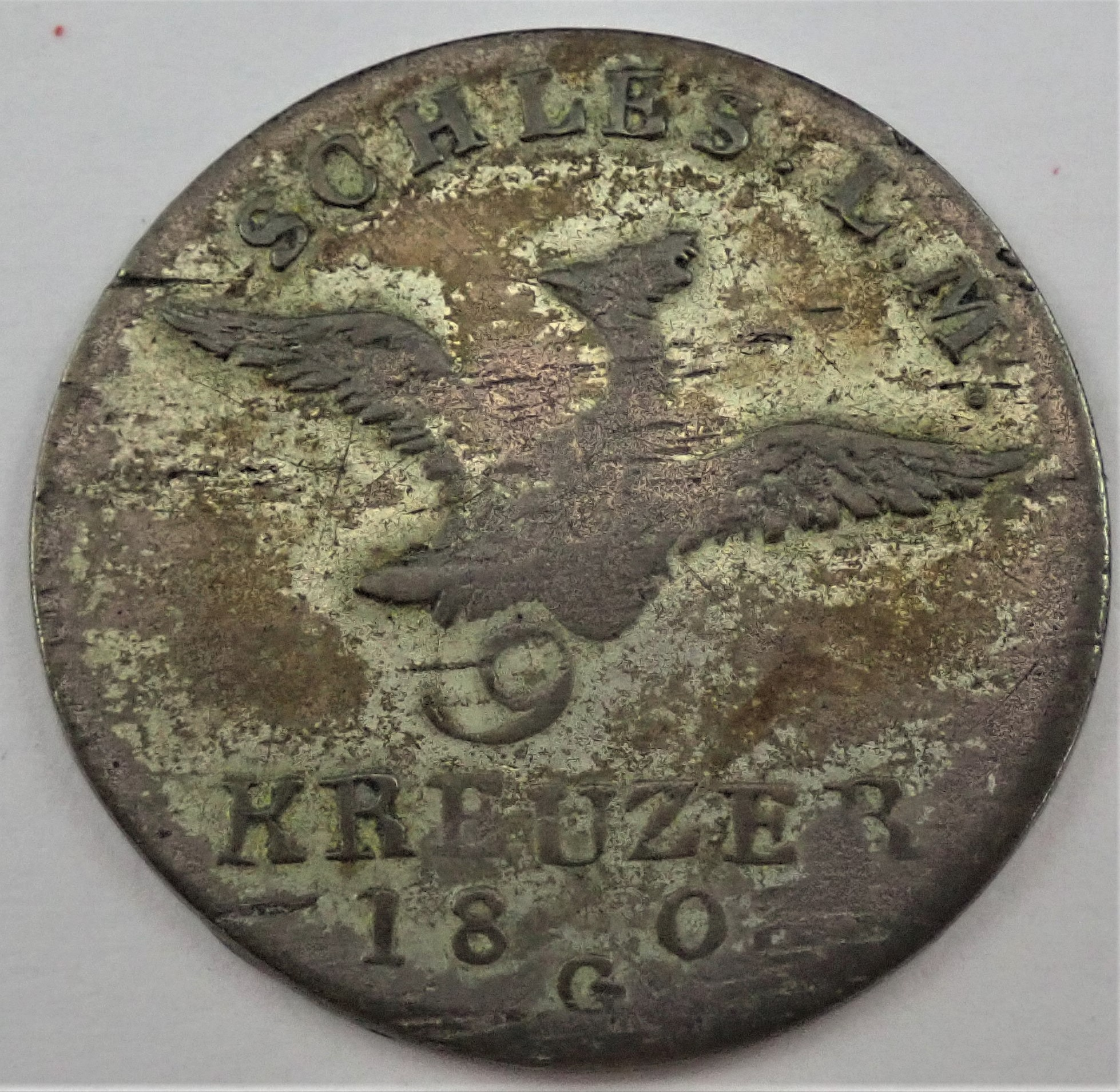
9 Kreuzermünze 1808, preußische Provinz Schlesien